# Couchites

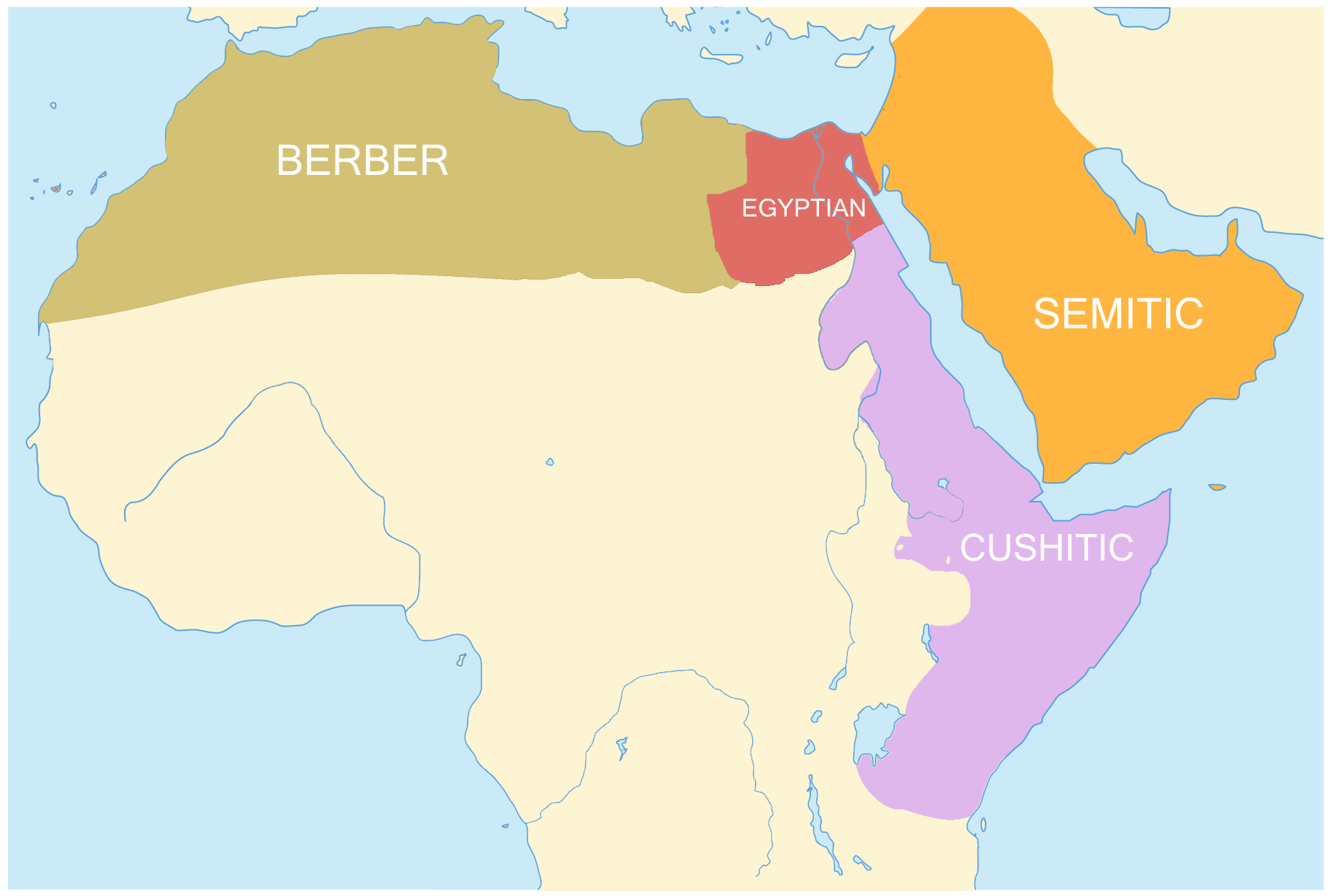
Répartition géographique des locuteurs des langues chamito-sémitiques au Ve siècle avant J.-C. (Meillet et Cohen, 1924).

Les Couchites ou peuples couchitiques sont les locuteurs des langues couchitiques, branche de la famille chamito-sémitique (ou afro-asiatique), qui habitent principalement dans la Corne de l'Afrique (Éthiopie, Somalie, Djibouti et Érythrée) et le long des côtes de la Mer Rouge, du Soudan au sud-est égyptien.
Le géographe arabe Al-Mas'ûdî (896-956) considérait les peuples couchitiques, qui comprennent aujourd'hui les Somalis, les Afars, les Bedjas, les Agäws, les Oromos, et plusieurs autres tribus, comme la progéniture de Koush dans Prairies d'or et mines de pierres précieuses.
On pense qu'un certain nombre de populations éteintes ont parlé des langues couchitiques. Des preuves linguistiques indiquent que les peuples du royaume de Kerma (premier royaume de Koush) dans le sud de l'Égypte et le nord du Soudan parlaient des langues couchitiques,. Le nobiin (nubien) contient aujourd'hui un certain nombre de mots clés liés au pastoralisme qui sont d'origine couchitique, tels que les termes brebis / peau de chèvre, poule / coq, enclos d'élevage, beurre et lait. Ceci suggère que les populations de Kerma parlaient à l'origine des langues afro-asiatiques.